# Becky Kellar
Rebecca D. „Becky“ Kellar, verh. Kellar-Duke, (* 1. Januar 1975 in Hagersville, Ontario) ist eine ehemalige kanadische Eishockeyspielerin.

## Karriere
Becky Kellar begann ihre Karriere als Eishockeyspielerin an der Brown University, für die sie von 1993 bis 1997 in der National Collegiate Athletic Association aktiv war. Von 1998 bis 2004 spielte die Verteidigerin in der National Women’s Hockey League, zunächst für die Toronto/Beatrice Aeros sowie in der Saison 2004/05 für Oakville Ice. Zwischen 2007 und 2009 trat sie für die Burlington Barracudas in der Canadian Women’s Hockey League an und kehrte für die Saison 2010/11 noch einmal zu diesem Team zurück.

### International
Für Kanada nahm Kellar an den Olympischen Winterspielen 1998 in Nagano, 2002 in Salt Lake City, 2006 in Turin und 2010 in Vancouver teil. Zudem stand sie im Aufgebot ihres Landes bei den Weltmeisterschaften 1999, 2000, 2001, 2004, 2005, 2008 und 2009 sowie in den Jahren 1997, 1998, 1999, 2000, 2001, 2002, 2003, 2005, 2007 und 2008 am 4 Nations Cup bzw. 3 Nations Cup teil. Im September 2010 trat sie vom internationalen Eishockey zurück.

## Erfolge und Auszeichnungen
| - 1998 Silbermedaille bei den Olympischen Winterspielen - 1999 Goldmedaille bei der Weltmeisterschaft - 2000 Goldmedaille bei der Weltmeisterschaft - 2001 Goldmedaille bei der Weltmeisterschaft - 2002 Goldmedaille bei den Olympischen Winterspielen - 2004 Goldmedaille bei der Weltmeisterschaft | - 2005 Silbermedaille bei der Weltmeisterschaft - 2006 Goldmedaille bei den Olympischen Winterspielen - 2008 Silbermedaille bei der Weltmeisterschaft - 2009 Silbermedaille bei der Weltmeisterschaft - 2010 Goldmedaille bei den Olympischen Winterspielen |